# 창사 IFS 타워 T1
창사 IFS 타워 T1(중국어: 长沙国际金融中心)는 중화인민공화국 창사에 위치하고 있다.

## 갤러리

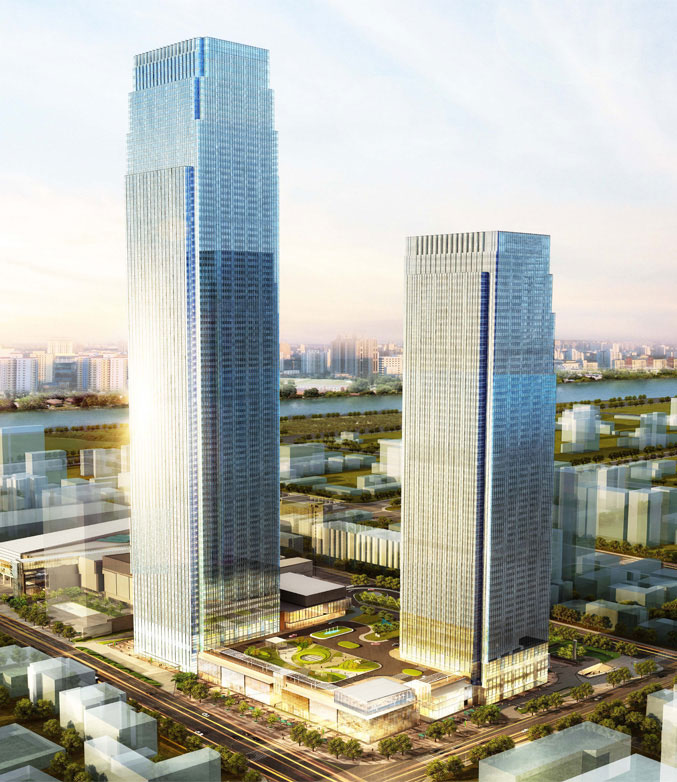
처음 조감도
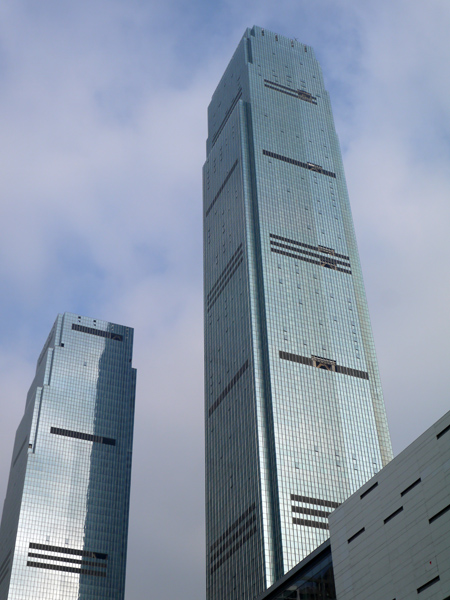
타워 T1 T2

## 같이 보기
- 마천루 목록
- 아시아의 마천루 목록
- 중화인민공화국의 마천루 목록